# لوك شورت (كاتب)
لوك شورت (بالإنجليزية: Luke Short)‏ (19 نوفمبر 1908، كيواني في الولايات المتحدة - 18 أغسطس 1975، أسبن في الولايات المتحدة)؛ كاتب، صحفي وروائي أمريكي.

## روابط خارجية
- لوك شورت على موقع IMDb (الإنجليزية)
- لوك شورت على موقع قاعدة بيانات الفيلم (الإنجليزية)